# Olovo karbonat
Olova karbonat je hemijsko jedinjenje PbCO3. On se industrijski priprema iz olovo(II) acetata i ugljen-dioksida.
On se prirodno javlja kao mineral ceruzit.

## Bazni olovo karbonati
Postoji više baznih olova karbonata i srodnih jedinjenja:
- Belo olovo, bazni olovo karbonat,
- [5]

## Proizvodnja
Olovo karbonat se proizvodi provođenjem ugljen-dioksida kroz hladan razblaženi rastvor olovo(II) acetata, ili mešanjem suspenzije olovnih soli koje su manje rastvorne od karbonata sa amonijum karbonatom na niskoj temperaturi da bi se izbeglo formiranje baznih olovo karbonata.